# Eupithecia latimedia
Eupithecia latimedia är en fjärilsart som beskrevs av George Francis Hampson 1895. Eupithecia latimedia ingår i släktet Eupithecia och familjen mätare. Inga underarter finns listade i Catalogue of Life.